# Prasinohaema semoni
Espèce
Synonymes
- Lygosoma semoni Oudemans, 1894

Prasinohaema semoni est une espèce de sauriens de la famille des Scincidae.

## Répartition
Cette espèce est endémique de Nouvelle-Guinée.

## Étymologie
Cette espèce est nommée en l'honneur de Richard Wolfgang Semon.

## Publication originale
- Oudemans, 1894 : Eidechsen und Schildkröten. in Semon, 1894 : Zoologische Forschungsreisen in Australien und dem Malayischen Archipel. Denkschriften der Medicinisch-Naturwissenschaftlichen Gesellschaft zu Jena, vol. 5, p. 127-146 (texte intégral).